# Eumicrotremus soldatovi
Eumicrotremus soldatovi är en fiskart som beskrevs av Popov, 1930. Eumicrotremus soldatovi ingår i släktet Eumicrotremus och familjen sjuryggsfiskar. Inga underarter finns listade i Catalogue of Life.